# 36.5℃
『36.5℃』（さんじゅうろくてんごどシー）は、1986年11月12日に発売された中島みゆきの14作目のオリジナルアルバムである。
キャッチコピーは『愛が、あぶない』。

## 制作
甲斐バンドの甲斐よしひろをプロデューサーに迎えて制作され、レコーディングにスティーヴィー・ワンダーや、久石譲が参加している。
先行シングルである「あたいの夏休み」にスティーヴィーが参加した以外は、基本的に国内でレコーディングされたが、アルバムのミキシングとマスタリングは海外で行われた。マスタリングを手掛けたのはニューヨーク、スターリング・サウンド・スタジオのエンジニアであるテッド・ジェンセン。ミキシングは同じくニューヨークのパワー・ステーション・スタジオにて、ラリー・アレキサンダーの手によって行われている。

## アルバムジャケット
ジャケットの手は甲斐よしひろと中島みゆき本人である。

## リリース
1986年11月12日にキャニオン・レコードのAARD-VARKレーベルから、LPとCT、CDの3形態でリリースされた。
現行盤のCDは2018年にヤマハミュージックコミュニケーションズから発売された。
2013年、Tom Bakerにより新たにデジタルリマスタリングされたCDがクリスタルディスクにて発売された（規格品番：YMPCD-10023）。

## 収録曲

### LPレコード
| 全作詞・作曲: 中島みゆき。 |                    |            |            |          |      |
| #                          | タイトル           | 作詞       | 作曲・編曲 | 編曲     | 時間 |
| 1.                         | 「あたいの夏休み」 | 中島みゆき | 中島みゆき | 後藤次利 | 5:10 |
| 2.                         | 「最悪」           | 中島みゆき | 中島みゆき | 久石譲   | 4:32 |
| 3.                         | 「F.O.」           | 中島みゆき | 中島みゆき | 椎名和夫 | 4:47 |
| 4.                         | 「毒をんな」       | 中島みゆき | 中島みゆき | 椎名和夫 | 7:15 |
| 合計時間:                  | 合計時間:          | 合計時間:  | 21:44      |          |      |

| 全作詞・作曲: 中島みゆき。 |                            |            |            |          |      |
| #                          | タイトル                   | 作詞       | 作曲・編曲 | 編曲     | 時間 |
| 1.                         | 「シーサイド・コーポラス」 | 中島みゆき | 中島みゆき |          | 1:31 |
| 2.                         | 「やまねこ」               | 中島みゆき | 中島みゆき | 船山基紀 | 4:01 |
| 3.                         | 「HALF」                   | 中島みゆき | 中島みゆき | 椎名和夫 | 6:57 |
| 4.                         | 「見返り美人」             | 中島みゆき | 中島みゆき | 萩田光雄 | 4:39 |
| 5.                         | 「白鳥の歌が聴こえる」     | 中島みゆき | 中島みゆき | 久石譲   | 4:59 |
| 合計時間:                  | 合計時間:                  | 合計時間:  | 22:07      |          |      |

### CD
| 全作詞・作曲: 中島みゆき。 |                            |            |            |          |      |
| #                          | タイトル                   | 作詞       | 作曲・編曲 | 編曲     | 時間 |
| 1.                         | 「あたいの夏休み」         | 中島みゆき | 中島みゆき | 後藤次利 | 5:10 |
| 2.                         | 「最悪」                   | 中島みゆき | 中島みゆき | 久石譲   | 4:32 |
| 3.                         | 「F.O.」                   | 中島みゆき | 中島みゆき | 椎名和夫 | 4:47 |
| 4.                         | 「毒をんな」               | 中島みゆき | 中島みゆき | 椎名和夫 | 7:15 |
| 5.                         | 「シーサイド・コーポラス」 | 中島みゆき | 中島みゆき |          | 1:31 |
| 6.                         | 「やまねこ」               | 中島みゆき | 中島みゆき | 船山基紀 | 4:01 |
| 7.                         | 「HALF」                   | 中島みゆき | 中島みゆき | 椎名和夫 | 6:57 |
| 8.                         | 「見返り美人」             | 中島みゆき | 中島みゆき | 萩田光雄 | 4:39 |
| 9.                         | 「白鳥の歌が聴こえる」     | 中島みゆき | 中島みゆき | 久石譲   | 4:59 |
| 合計時間:                  | 合計時間:                  | 合計時間:  | 43:51      |          |      |

## 楽曲解説
1. あたいの夏休み
  - 1986年6月にシングルとして発売され、オリコンのシングルチャートで最高14位を記録した作品。アルバムに収録されているのはミックス違いのアルバム・バージョン。イントロがシングル・ミックスよりも長く、ゲスト参加したスティーヴィー・ワンダーの弾くシンセサイザーのサンプリングの音色がより強調されている。
2. 最悪
3. F.O.
4. 毒をんな
5. シーサイド・コーポラス
  - 中島みゆき自身が弾くアコースティック・ギターに乗せて唄われるシンプルな小品。それ故に本作中唯一編曲者が存在しない作品でもある。
  - タイトルは、過去に実在した同名のアパートから拝借したもので、中島は「取り壊しが決まったので、早く発表したかった」と語っている[2]。
  - アルバムに収録されているのは1コーラスだけで終わる1分半のエディット・バージョンだが、シングル『やまねこ』のカップリングには2番目まで演奏されているフル・バージョンが収録されている。なお、シングル盤のこの曲の最後には、「中島『こんなもんでどうかな?』、男性『うん!』、中島『うん!』」という会話が入っている。
6. やまねこ
  - アルバムの発表直後にシングルカットされ、オリコンチャートで最高43位を記録した。
7. HALF
8. 見返り美人
  - 1986年9月にシングルとして発売され、オリコンのシングルチャートで最高18位を記録した作品。アルバムに収録されているのはシングルとは違うアルバムバージョン。当初は中森明菜に提供される予定だったが、その計画は頓挫したという。最初は「見返し美人」というタイトルにするつもりだったが、誤字と思われないようにとの配慮から、「見返り美人」のタイトルになったという経緯がある[3]。1991年発売のシングル「トーキョー迷子」のカップリングには瀬尾一三のアレンジによるリメイク・バージョンが収録されている。
9. 白鳥の歌が聴こえる
  - 1987年8月21日に発売されたCDV『中島みゆき CDV GOLD』には、ミックス違いのanother Mix versionが収録されている。このバージョンは、中島がパーソナリティを務めたラジオ番組『中島みゆきのオールナイトニッポン』最終回のエンディングにて使用された。

## 演奏者
- Vocals：中島みゆき

| あたいの夏休み - Synthesizer：Stevie Wonder - E.Piano：富樫春生 - Guitar：松原正樹 - Bass：後藤次利 - Drums：山木秀夫 - Alto Sax：斉藤清 - Backing Vocals：杉本和世・中島みゆき - Synthesizer Programer：松武秀樹 最悪 - Synthesizer：瀬川英二 - Guitar：北島健二 - Sumpling Guitar：田中一郎 - Backing Vocals：比山清・木戸恭弘・中島みゆき - Synthesizer Programming, Sequencer Programming and Drum Machine Programming：久石譲 - Synthesizer Programming and Sequencer Programming：福岡保子 F.O. - Synthesizer：難波正司 - Guitar：北島健二 - Drums：上原裕 - Alto Sax：Jake H. Concepcion - Percussion：浜口茂外也 - Backing Vocals：EVE - Synthesizer Programming, Sequencer Programming and Drum Machine Programming：椎名和夫 - Synthesizer Programming：河合雅人 毒をんな - Synthesizer：上綱克彦 - Guitar：北島健二 - Bass：岡沢章 - Drums：上原裕 - Soprano Sax：Jake H. Concepcion - Synthesizer Programming and Sequencer Programming：椎名和夫 - Synthesizer Programming：河合雅人 | シーサイド・コーポラス - Acoustic Guitar：中島みゆき やまねこ - Synthesizer：山田英俊 - Guitar：芳野藤丸 - Bass：美久月千晴 - Backing Vocals：杉本和世・EVE・中島みゆき - Synthesizer Programming, Sequencer Programming and Drum Machine Programming：船山基紀 - Synthesizer Programming：助川宏 HALF - A.Piano and E.Piano：上綱克彦 - Synthesizer：難波正司 - Guitar：北島健二 - Bass：伊藤広規 - Drums：青山純 - Alto Sax：Jake H. Concepcion - Percussion：浜口茂外也 - Backing Vocals：EVE - Synthesizer Programming and Sequencer Programming：椎名和夫 - Synthesizer Programming：河合雅人 見返り美人 - A.Piano：倉田信雄 - Synthesizer：エルトン永田 - Guitar：北島健二 - Bass：岡沢章 - Drums：渡嘉敷祐一 - Synthesizer Programming and Sequencer Programming：根岸貴幸 白鳥の歌が聴こえる - Synthesizer：瀬川英二 - Guitar：北島健二 - Bass：美久月千晴 - Backing Vocals：杉本和世 - Synthesizer Programming, Sequencer Programming and Drum Machine Programming：久石譲 - Chorus Arrangment：椎名和夫 |